# Неофавол
Неофавол (Neofavolus) — рід грибів родини Polyporaceae. Назва вперше опублікована 2012 року.

## Поширення та середовище існування
В Україні зростають трутовик комірчастий Neofavolus alveolaris та неофавол приємний Neofavolus suavissimus.

## Галерея

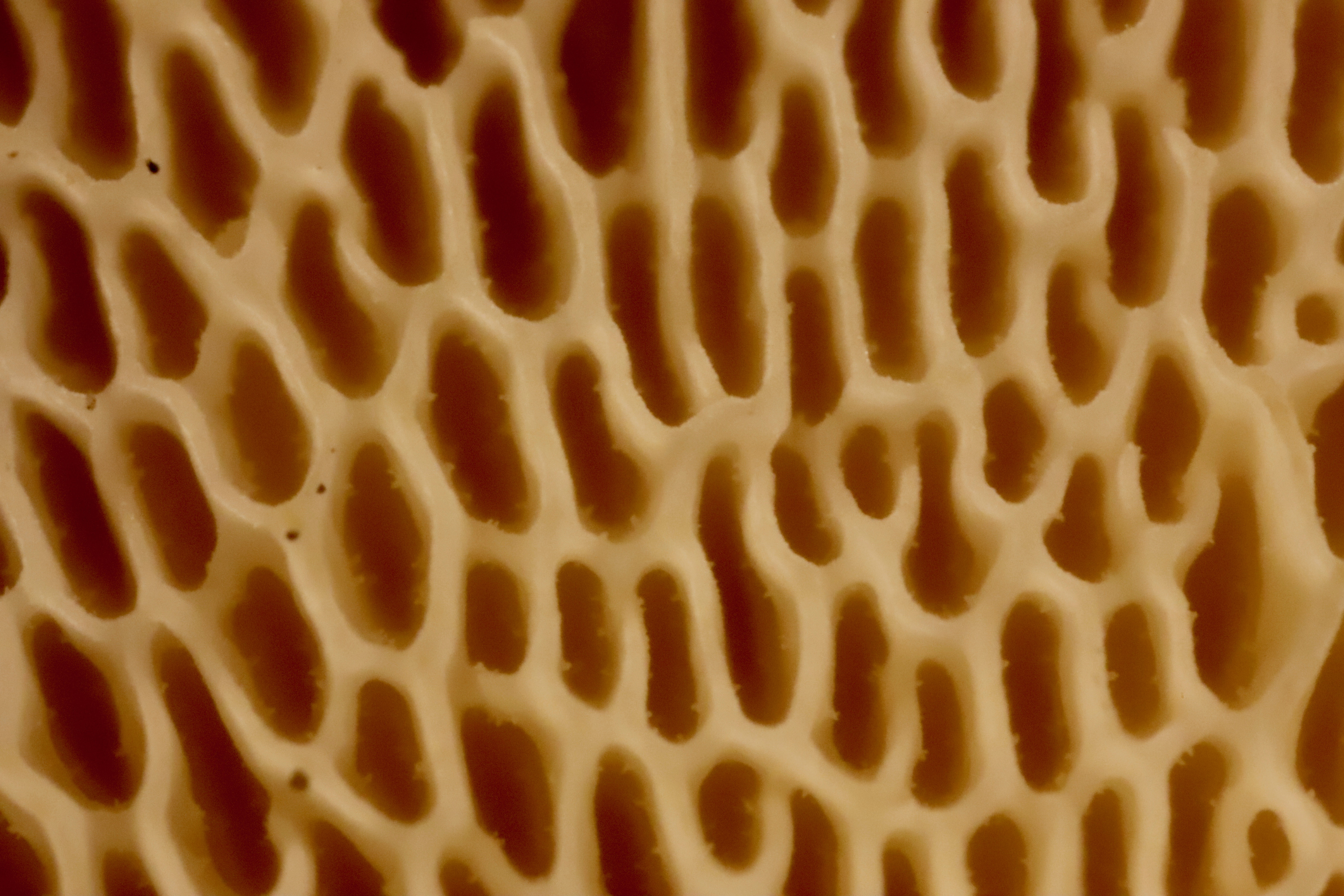
Neofavolus alveolaris
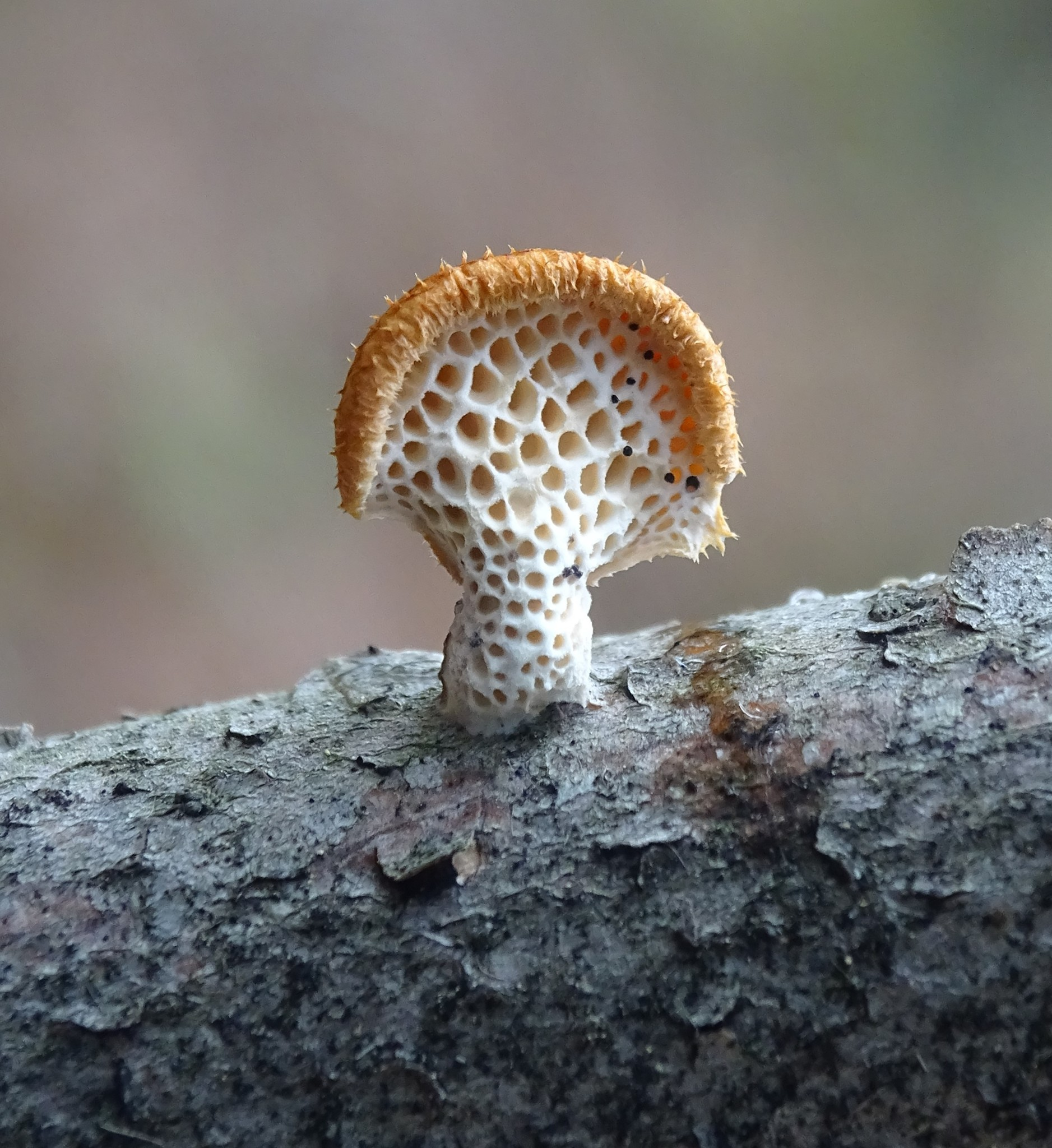
Neofavolus alveolaris
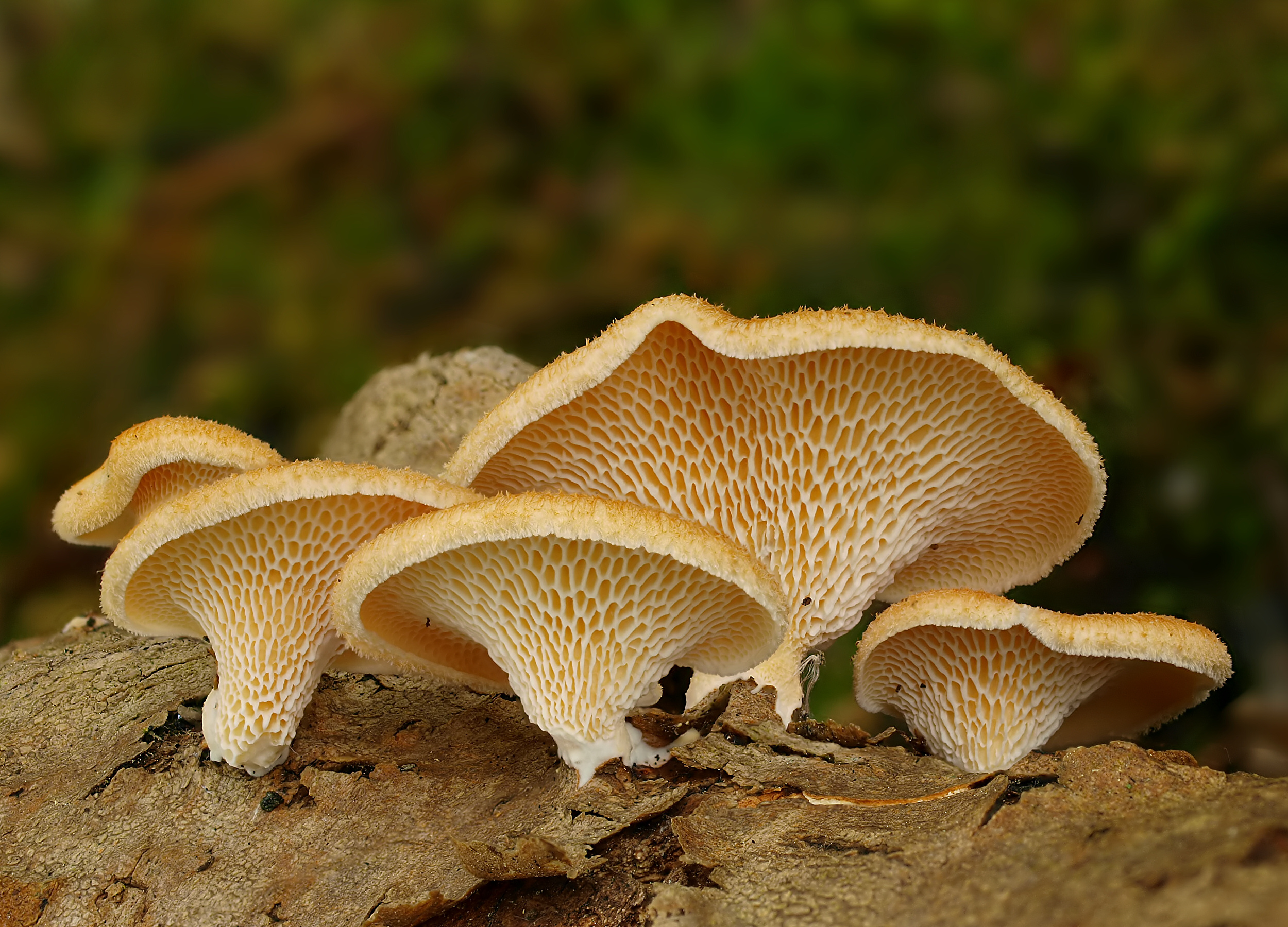
Neofavolus alveolaris

## Класифікація
Згідно з базою MycoBank до роду Neofavolus відносять 6 офіційно визнаних видів:
- Neofavolus alveolaris
- Neofavolus alveolaris
- Neofavolus cremeoalbidus
- Neofavolus mikawae
- Neofavolus suavissimus
- Neofavolus suavissimus